# There's No Business Like Showbusiness (televisieprogramma)
There's No Business Like Showbusiness was een Nederlands televisieprogramma op de zender Tien. In dit televisieprogramma werden enkele bekende Nederlanders gevolgd bij wat ze doen in hun privéleven en tijdens de schnabbels die ze doen. Dit programma, is inmiddels samen met de zender uit de lucht gehaald.